# كيث ووكر (ممثل)
كيث ووكر (بالإنجليزية: Keith Walker)‏ (و. 1935 – ديسمبر 1996 م) هو ممثل، وممثل تلفزي، وكاتب سيناريو أمريكي.

## وصلات خارجية
- كيث ووكر على موقع IMDb (الإنجليزية)
- كيث ووكر على موقع ألو سيني (الفرنسية)
- كيث ووكر على موقع أول موفي (الإنجليزية)
- كيث ووكر على موقع قاعدة بيانات الفيلم (الإنجليزية)
- كيث ووكر على موقع كينوبويسك (الروسية)